# 탕화
탕허(湯和(탕화), 1326년 6월 8일~1395년 8월 22일)는 중국 명(明) 황조의 무신 관료(武臣 官僚)이자 군인 겸 정치인이며 외교관이었다. 명 태조 홍무제 주원장(明 太祖 洪武帝 朱元璋)의 총신(寵臣) 중 일원이었다.

## 생애
그는 아직 원(元)나라 시대 말기이던, 1352년 2월 29일을 기하여 곽자흥(郭子興)이 지휘한 홍건군 홍건적(紅巾軍 紅巾賊)에 전격 가담하여 홍건도 입문 선배(紅巾徒 入門 先輩)인 주원장(朱元璋)과 함께 곽자흥(郭子興)의 애제자(愛弟子)로 입문하였으며 1355년 8월 18일을 기하여 사부 곽자흥 장군(師父 郭子興 將軍)의 상(喪)을 치른 후 1363년 4월 26일을 기하여 홍건적 예하 차석부장군 주원장(朱元璋)의 보좌관 겸 전속부관(補佐官 兼 專屬副官)이 되어 주원장을 주군(主君)으로 섬기었으며 서달(徐達)과 목영(沐英)의 사숙(師叔)이 되었고 훗날 1368년 주군 주원장이 원나라를 멸국하여 명나라 초대 군주(명 태조 홍무제)로 보위 등극하자 명나라 관직에 본격 등용되었으며 1369년 신국공(信國公)이라는 작위에 등림되었다.
1371년 8월 3일에는 홍무제 주원장(洪武帝 朱元璋)의 윤허(允許)도 받지 않은 채 일방적으로 명(明)나라 군사를 일으키고 청두 및 충칭 지역을 정벌하여 지난날의 같은 홍건적 후예(紅巾賊 後裔)였던 명옥진(明玉珍)이 세웠었던 명하 제국(明夏 帝國)을 토벌 및 멸국한 후 폐주 명승(廢主 明昇)과 폐후 왕부인(廢后 王夫人)과 폐태후 팽부인(廢太后 彭夫人)을 모두 명나라에 굴복 및 투항하게끔 하여 홍무제 주원장(洪武帝 朱元璋)에게 심히 질타를 받고 파직(관직 삭탈)과 함께 유배되었다가 1376년 2월 29일을 기하여 전격 석방 및 복권(사면)되었다.
1395년 8월 22일을 기하여 그가 서거하자 주군(主君)인 홍무제(洪武帝)는 신하였던 그의 장례를 명 제국 귀족 국장으로 성대히 치렀다 한다.